# Resolutie 1000 Veiligheidsraad Verenigde Naties
Resolutie 1000 van de Veiligheidsraad van de Verenigde Naties werd op 23 juni 1995 unaniem
aangenomen.

## Achtergrond
In 1964 installeerden de Verenigde Naties de vredesmacht UNFICYP op het eiland Cyprus. Die werd daarna keer op keer verlengd en is tot op heden aanwezig om de twee bevolkingsgroepen van Cyprus uit elkaar te houden.

## Inhoud
De Veiligheidsraad:
- verwelkomt het rapport van de Secretaris-Generaal over de operatie in Cyprus van 15 juni;
- neemt akte van zijn aanbeveling om het mandaat van de VN-vredesmacht (UNFICYP) met zes maanden te verlengen;
- merkt op dat Cyprus in de huidige omstandigheden akkoord is om de vredesmacht na 30 juni te behouden;
- herbevestigt de eerdere resoluties, in het bijzonder 186 en 969;
- is bezorgd vanwege het feit dat er geen vooruitgang is geboekt naar een definitieve politieke oplossing;
- merkt op dat geen vooruitgang werd geboekt om de ontspanningsovereenkomst van 1989 te verlengen;
- merkt ook op dat een onderzoek naar de situatie nog gaande is en kijkt uit naar het definitieve rapport;

1. beslist om het mandaat van UNFICYP te verlengen tot 31 december 1995;
2. roept de partijen op om te verzekeren dat zich geen incidenten voordoen langs de bufferzone en samenwerking met UNFICYP aan hen te verlenen;
3. vraagt de secretaris-generaal om de structuur en sterkte van UNFICYP te onderzoeken met het oog op een mogelijke herstructurering;
4. is bezorgd om de modernisering van de krijgsmachten op Cyprus en vraagt de militaire uitgaven in te perken om het vertrouwen tussen de partijen te bevorderen;
5. is ook bezorgd omdat nog steeds andere dan handvuurwapens worden gedragen en wapens worden afgevuurd binnen gezichts- of gehoorsafstand van de bufferzone;
6. betreurt dat er geen akkoord is over de verlenging van de ontspanningsovereenkomst uit 1989 in alle delen van de bufferzone waar de twee partijen dicht op elkaar zitten;
7. dringt er bij de leiders van beide gemeenschappen op aan om tolerantie en verzoening uit te dragen;
8. verwelkomt de beslissing van de Secretaris-Generaal om contacten te onderhouden met beide leiders;
9. herbevestigt het belang dat er binnen de Raad wordt gehecht aan snelle vooruitgang;
10. vraagt de secretaris-generaal om tegen 10 december een rapport over de uitvoering van deze resolutie;
11. beslist om actief op de hoogte te blijven.

## Verwante resoluties
- Resolutie 939 Veiligheidsraad Verenigde Naties
- Resolutie 969 Veiligheidsraad Verenigde Naties
- Resolutie 1032 Veiligheidsraad Verenigde Naties
- Resolutie 1062 Veiligheidsraad Verenigde Naties